# Eleocharis pachystyla
Eleocharis pachystyla là loài thực vật có hoa trong họ Cói. Loài này được (C.Wright) C.B.Clarke mô tả khoa học đầu tiên năm 1900.